# Bolbitis hastata
Bolbitis hastata là một loài thực vật có mạch trong họ Lomariopsidaceae. Loài này được (E. Fourn.) Hennipman mô tả khoa học đầu tiên năm 1975.